# Ümit Özdağ
Ümit Özdağ (sinh ngày 3 tháng 3 năm 1961) là một chính trị gia người Thổ Nhĩ Kỳ, từng là Phó Chủ tịch Đảng Phong trào Dân tộc (MHP) từ tháng 11 năm 2015 đến tháng 2 năm 2016. Ông đã tuyên bố ứng cử viên của mình cho lãnh đạo đảng cho Đại hội thường niên MHP lần thứ 8 năm 2006, Nhưng sau đó hai ngày sau khi hội viên bị thu hồi. Sau khi trở lại bữa tiệc sau một vụ kiện thành công, ông lại tuyên bố ứng cử viên của mình cho vị trí lãnh đạo của MHP vào tháng 4 năm 2016 cho Đại hội bất thường của Tổ chức Chủ nghĩa Quốc gia năm 2016, và cuối cùng đã được triệu tập sau nhiều tranh chấp pháp lý. Ông ta đã bị Hội đồng kỷ luật cao của MHP thu hồi thành viên đảng vào ngày 15 tháng 11 năm 2016 và hiện đang là thành viên độc lập của Quốc hội cho Gaziantep.

## Tiểu sử
Ümit Özdağ sinh ngày 3 tháng 3 năm 1961 tại Tokyo, Nhật Bản, nơi cha ông Muzaffer Özdağ từng là cố vấn của chính phủ Thổ Nhĩ Kỳ. Mẹ của ông, Gönül Özdağ, sẽ tiếp tục phục vụ như là Người đầu tiên của đội mũ bà bầu MHP đầu tiên. Cha của ông là một đồng minh thân thiết của người sáng lập MHP Alparslan Türkeş và từng là thành viên của Ủy ban Thống nhất Quốc gia được lắp đặt sau cuộc đảo chính Thổ Nhĩ Kỳ năm 1960.
Özdağ học triết học, chính trị và kinh tế tại Đại học Ludwig Maximilian ở Munich, trước khi hoàn thành bằng thạc sĩ về phát triển chiến lược Thổ Nhĩ Kỳ và các cơ quan lập kế hoạch nhà nước. Ông kết hôn với bác sĩ Burçin Özdağ và có một đứa con.

## Sự nghiệp học vấn
Năm 1986, Özdağ gia nhập khoa Khoa học Kinh tế và Quản trị tại Đại học Gazi với tư cách là một nghiên cứu viên. Năm 1990, ông hoàn thành bằng tiến sĩ về các vấn đề quân sự chính trị trong thời Atatürk ve İnönü. Năm 1993, ông trở thành một bác sĩ về lý thuyết chính trị sau khi ông làm việc về cuộc đảo chính quân sự năm 1960 và quan hệ chính trị - quân sự trong thời Adnan Menderes. Năm 1994, Özdağ trở thành biên tập viên của một quan hệ quốc tế và tạp chí nghiên cứu chiến lược Avrasya Dosyası (Eurasia Files). Sau khi nghiên cứu về khủng bố và các đơn vị sắc tộc vào cuối những năm 1980, ông đã tiến hành nghiên cứu mặt đất chính trị ở vùng đông và đông nam Anatolia của Thổ Nhĩ Kỳ vào năm 1995.
Từ năm 1997 đến 1998, Özdağ đã tiến hành nghiên cứu và đưa ra các bài giảng về toàn cầu hóa và các vấn đề sắc tộc ở Eurasia tại Đại học Towson ở Baltimore, Hoa Kỳ. Năm 1999, ông thành lập Trung tâm Nghiên cứu Chiến lược Á-Âu (ASAM) và thành lập Viện nghiên cứu Armenia vào năm 2000. Ông là Chủ tịch và là Chủ tịch Hội đồng Quản trị của ASAM cho đến năm 2004. Trở thành Giáo sư năm 2001, ông rời Đại học Gazi vào năm 2005 Và trở thành Chủ tịch Viện Thổ Nhĩ Kỳ thế kỷ 21 trong cùng năm.